# Andreas Dahlbäck
Andreas Dahlbäck, född 1967 i  Katrineholm, är en svensk musiker (trummor) och producent. Han har producerat artister som Per Gessle, Anna Ternheim, Ulf Lundell, Ola Salo, Love Antell, Bo Kaspers Orkester, Tomas Andersson Wij och Ebba Forsberg. 
Dahlbäck är trumslagare i Ulf Lundells band och ägare av inspelningsstudion Durango Recording. Han medverkade även som trummis på Olle Ljungströms skivor Det stora kalaset (1998) och En apa som liknar dig (2000), och turnerade med Ljungström under samma period.

## Historia
Tillsammans med Andreas Johnson hade Andreas Dahlbäck bandet Planet Waves. 1994 spelade de in skivan Brutal Awakenings. Dessutom har Dahlbäck tillsammans med Johan Lindström, Lina Englund och David Shutrick bandet Selfish  som 1998 släppte skivan "Wanting You Would Be". Åren 2004-2007 var han manager åt Anna Ternheim och Tomas Andersson Wij.
Dahlbäck är son till trumslagaren Erik Dahlbäck, bror till houseproducenten John Dahlbäck och producenten/manusförfattaren Jenny Grewdahl samt kusin till houseproducenten Jesper Dahlbäck och bokförläggaren Carl-Michael Edenborg.